# Duc d'Albufera
Pour les articles homonymes, voir Albufera.
Le titre de duc d'Albufera et de l'Empire a été créé le 24 janvier 1812 par Napoléon Ier au profit de Louis Gabriel Suchet (1770-1823), comte Suchet  et de l'Empire (19 mars 1808), maréchal d'Empire (1811).

## Histoire
Le titre de duc d'Albufera et de l'Empire renvoie à l'Albufera (de l'arabe البحيرة al-buhayra, la petite mer), une lagune située à dix kilomètres au sud de Valence en Espagne, en bordure de la Méditerranée, avec laquelle elle communique.
Le duché d'Albufera avait été érigé par un décret du 24 janvier 1812 :
« Décret du 24 janvier 1812. Napoléon, empereur des Français, etc., etc.
Nous avons nommé et nommons le maréchal comte Suchet duc d'Albufera.
Il jouira des titres, prérogatives et domaines attachés audit duché, conformément aux lettres-patentes qui seront rédigées en notre conseil du sceau, etc.

Décret du 24 janvier idem. Napoléon, empereur des Français, etc.
L'étang, la pêcherie et tout ce qui dépend du domaine d'Albufera, sont donnés en toute propriété au maréchal Suchet, pour faire partie de la dotation du duché d'Albufera, que nous lui avons conféré par notre décret de ce jour.
Lesdits biens seront possédés par lui comme fiefs de notre couronne. Dans le cas d'extinction de la descendance masculine et légitime, ils seront reversibles à la couronne, etc.

Autre Décret du 24 janvier idem. Napoléon, empereur des Français, etc.

Voulant récompenser les services rendus par les officiers-généraux, officiers et soldats de notre armée d'Aragon, nous avons décrété et décrétons ce qui suit :
Des biens situés dans la province de Valence, jusqu'à la valeur d'un capital de deux cents millions, seront réunis à notre domaine extraordinaire d'Espagne.
L'intendant-général de notre domaine extraordinaire en fera prendre de suite possession. Le prince de Neufchâtel, major-général, remettra à l'intendant-général de notre domaine extraordinaire l'état des genéraux, officiers et soldats de nos années d'Espagne, et notamment de notre armée d'Aragon, qui se sont distingués, afin que nous puissions leur donner des marques de notre satisfaction et de notre munificence impériale, etc. »

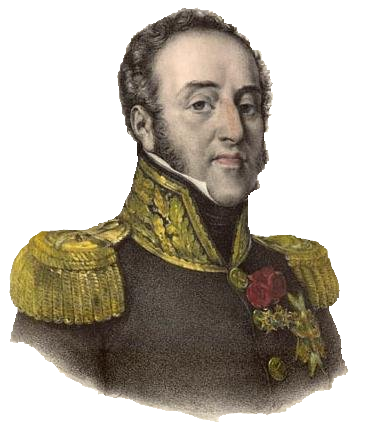
Le maréchal Suchet.

 Le maréchal Suchet reçut ses lettres patentes le 3 janvier 1813 (signées à Paris).
En 1814, rallié à Louis XVIII, Suchet fut nommé « pair de France » (4 juin 1814). Confirmé à la Chambre des pairs par Napoléon Ier (2 juin 1815 : Cent-Jours), le duc d’Albufera fut rayé de la liste des pairs par l'ordonnance du 24 juillet 1815.
Le maréchal-duc fut rappelé à siéger à la chambre haute le 5 mars 1819 (majorat de duc et pair héréditaire, lettres patentes du 17 mars 1827), où son fils, le duc Louis Napoléon lui succéda en 1838.

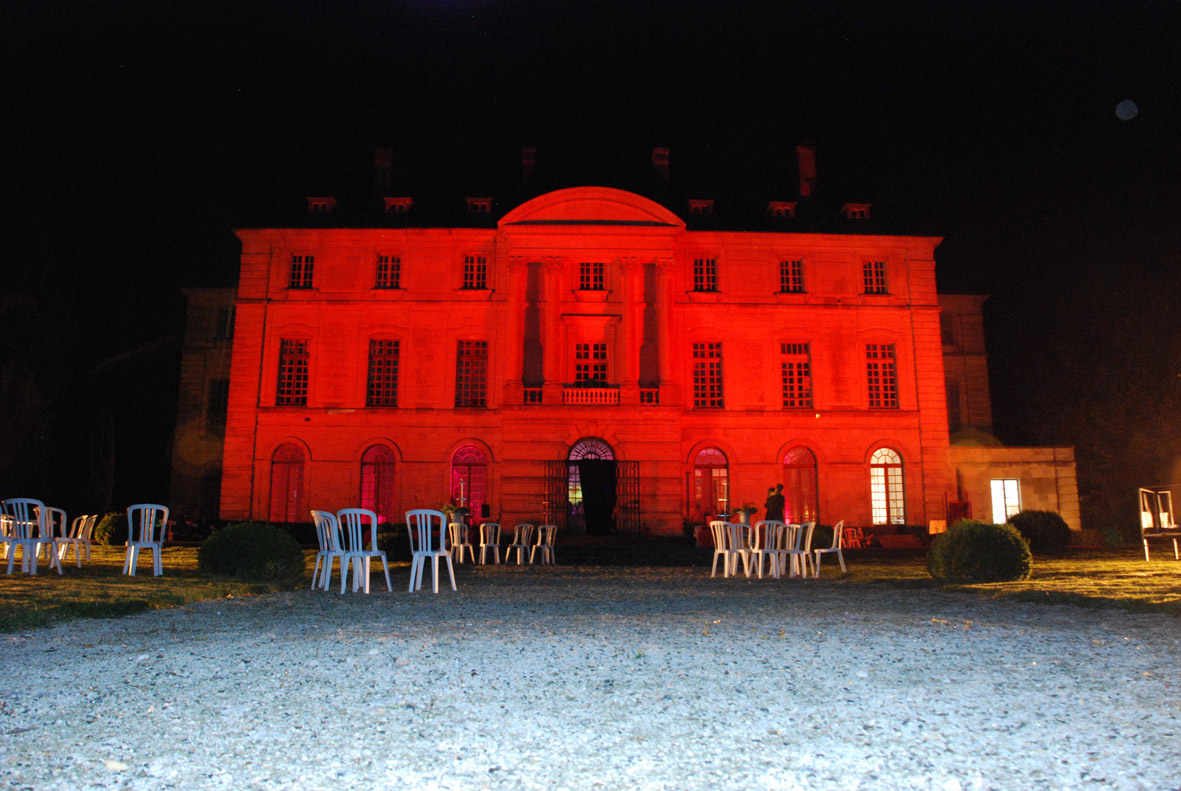
Le château de Montgobert (Aisne), résidence de Raoul Napoléon, 3e comte Suchet (1845-1925), 3e duc d'Albufera

## Liste chronologique des comtes Suchet, ducs d’Albufera
1. 1813 - 1826 : Louis I Suchet (1770 - 1826), 1er duc d'Albufera, maréchal d'Empire ;
2. 1826 - 1877 : Napoléon I Suchet (1813 - 1877), fils du précédent, 2e duc d'Albufera, homme politique français du XIXe siècle.
3. 1877 - 1925 : Raoul Suchet (1845 - 1925), fils du précédent, 3e duc d'Albufera ;
4. 1925 - 1953 : Louis II Joseph Suchet (1877 - 1953)[3], fils du précédent, 4e duc d'Albufera ;
5. 1953 - 1995 : Louis III Suchet (1905 - 1995), fils du précédent, 5e duc d'Albufera, président d'honneur du Souvenir napoléonien ;
6. 1995 - 2006 : Napoléon II Suchet (1912 - 2006), frère du précédent, 6e duc d'Albufera, maire de Montgobert ;
7. depuis 2006 : Emmanuel Suchet (né en 1944), fils du précédent, 7e duc d'Albufera.

## Armes

Armes du 1er comte Suchet

BlasonnementSous le chef des ducs de l'Empire, parti de 3, coupé de 1 :
- au 1, d'or, à quatre vergettes de gueules, trois fers de piques d'argent, brochants sur-le-tout;
- au 2, d'argent, à la tour de sable, surmontée de trois tourelles de même ;
- au 3, écartelé de gueules, à tour de sable et d'or, à l'arbre de sinople ;
- au 4, d'argent, à trois pals ondés d'azur ;
- au 5, d'azur, à une galère, surmontée de "SAG" et accompagnée de pointe d'un dauphin et d'une coquille, le tout d'argent ;
- au 6, d'or, à quatre vergettes de gueules, au pied de lys d'argent, brochant sur-le-tout ;
- au 7, d'azur, à la tour de sable, surmontée de trois tourelles et terrassée de sinople ;
- au 8, d'or, à cinq étoiles d'azur, posées en sautoir ;
- sur le tout coupé : au 1, parti des comtes militaires de l'Empire et d'or, au demi-vol renversé de sable ; au 2, de gueules, au lion léopardé d'argent, passant sur un pont de bois d'or, et tenant un rameau d'olivier du même (Suchet).